# Собор Николая Чудотворца (Зарайск)
Собор во имя святителя Николая, Мир Ликийских Чудотворца — православный храм в городе Зарайске Московской области, главный храм Зарайского благочиния Коломенской епархии Русской православной церкви.
Обиходное название — Никольский собор; Свято-Никольский собор.

## История

### Период до 1917 года
Первоначальное основание церкви в честь святителя Николая в городе Зарайске, именовавшемся некогда городом «Красным», относится к первой четверти XIII века и современно принесению иконы Святителя Николая из города Корсуни в пределы Рязанского края.

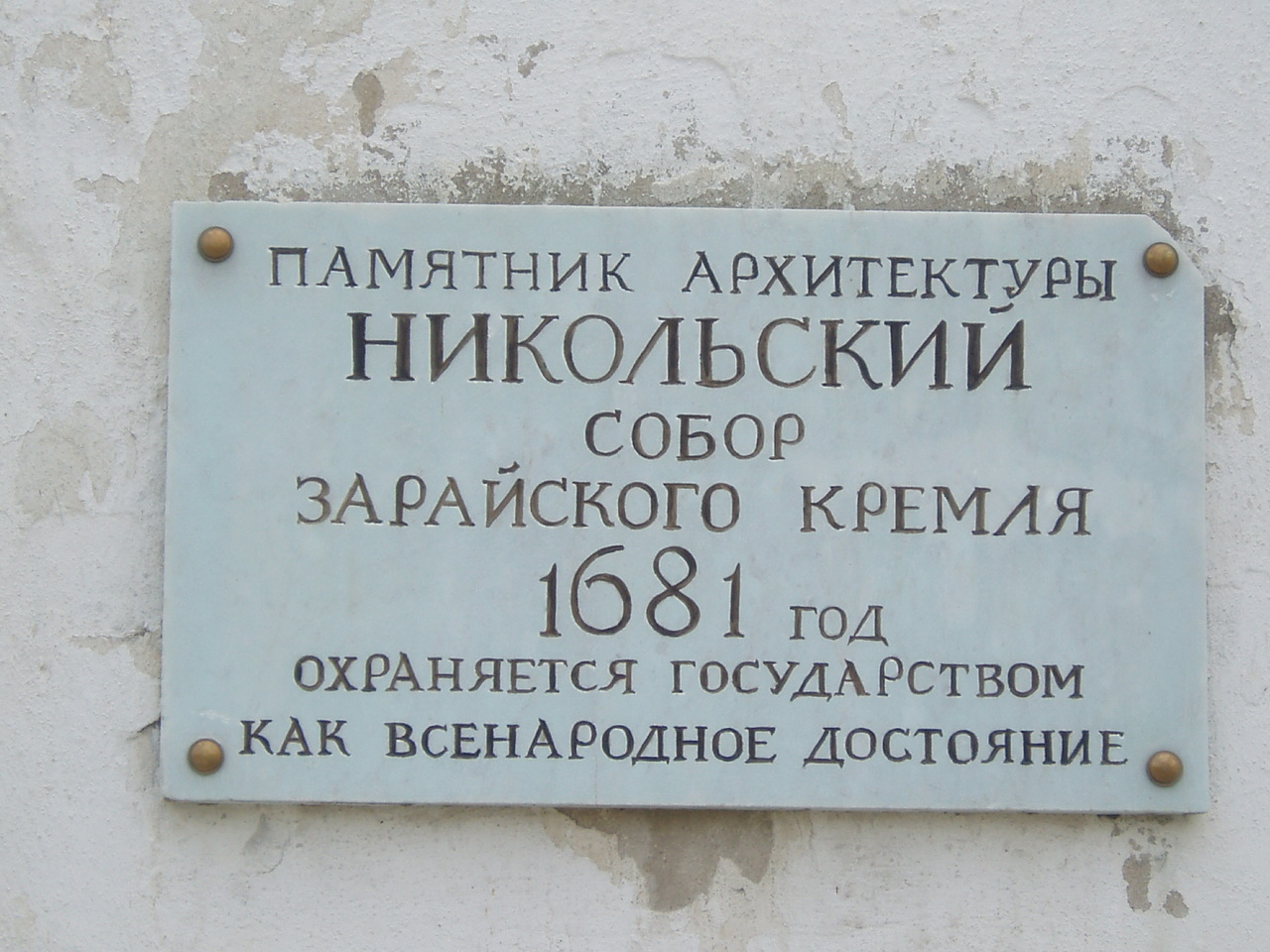
Памятная табличка на стене собора

Великий князь Рязанский Юрий Ингваревич, повествуется в сказании о принесении иконы Святителя Николая, 

услыхав приход чудотворящего образа, взяв с собою епископа Евфросина Святогорца, пошёл в область сына своего, и увидев от чудотворного образа великие и преславные чудеса, во граде именуемом Красном, повелел создать храм во имя великого чудесного святителя Николая. Помощью же Божьей вскоре храм был создан и освящён епископом Евфросином. В том храме образ Корсунский поставлен был и благоверный великий князь вместе с епископом Евфросином с великой радостью отбыл в свой град Рязань.

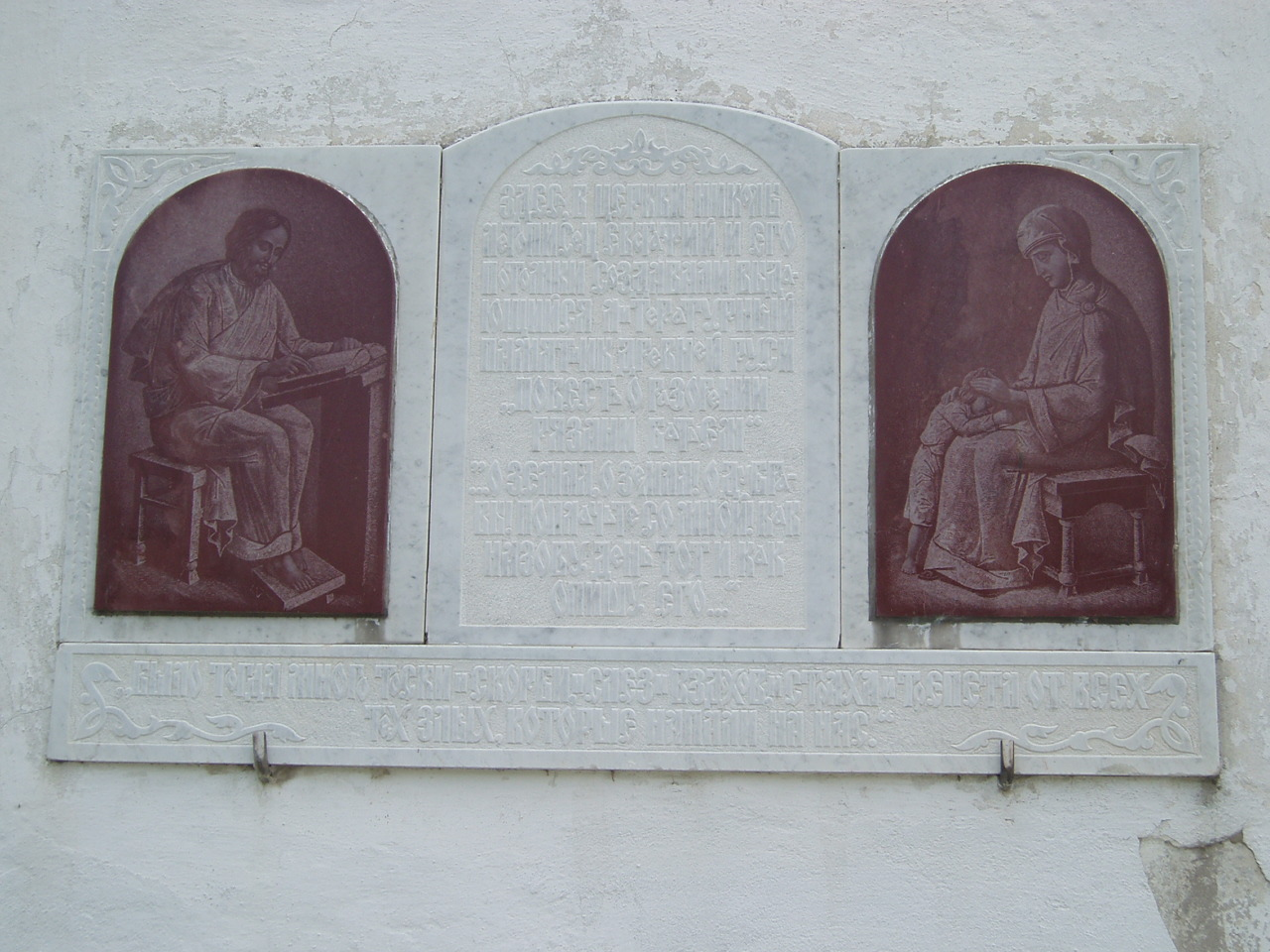
Памятная табличка на стене собора

Время построения — вместо деревянной — каменной церкви с точностью неизвестно, но в книгах Зарайского города посадским и чернослободским людям 1625 года — соборная церковь 

во имя Николы чудотворца Заразского
значится каменною, и при этом замечено, что со слов протопопа Никиты в 

прошлом 1622 году, по Государеву указу, прислан из Москвы из приказу большого дворца интендант Богдан Десятов, да подьячий Олексий Блудов, и Божьей милостью — образы и книги, и великое церковное строение переписывали в книги переписные Московского приказа Большого Дворца.
 Не имея под рукою описания собора, составленного Богданом Десятовым, можно только предполагать, что присылка его из Москвы находится в непосредственной связи с построением каменного Никольского собора, в котором всякое церковное строение 

исстари было Государево.
Существующий ныне Никольский собор построен в 1681 году по грамоте царя Фёдора Алексеевича, данной из приказа Большого дворца.

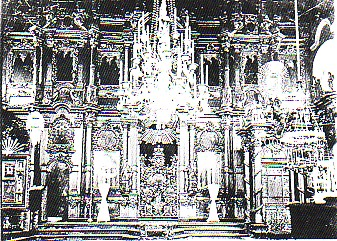
Внутреннее убранство собора, начало XX века

По наружнему своему виду собор представляет фигуру продолговатого четырёхугольника, длиною 34, шириною 20 и высотою 24 аршина, с пятью главами, на коих кресты осьмиконечные, сквозные с короною вверху и полумесяцем внизу. Наружный вид собора с расширением окон, которые до того времени были узкими и малыми, совершенно утратил характер древности, меньше пострадала от переделов паперть у западной стороны собора, имеющая вид шатра, на 14 круглых каменных столбах с капителями и базами.
Точного указания на время устройства внутри собора, находящегося там трёхъярусного иконостаса до нас не дошло; но оно может быть отнесено если не к началу XIX века, то, без сомнения, к последним годам прошлого столетия.
В 1848 году иконостас, угрожавший падением, был разобран и вновь переустановлен, причём позолота на нём была прочищена, иконы исправлены; в числе их находится немало древнего стиля, но благодаря усердию доморощенных маляров трудно прийти к какому-либо выводу относительно их древности.
Стенная живопись не сохранила своей первоначальной древности и двукратно была возобновлена, как видно из надписи над западными дверьми храма, в которой повествуется:

1760 году сия соборная церковь возобновлена стенным писанием при протопопе Иеремии Тимофеевиче братию сего города Зарайска купца Николая Михайлова Зайцевского. В 1849 году стены возобновлены внутренним и наружным писанием.
По штату 1873 года в причте положены протоиерей, священник-помощник, диакон и два псаломщика.

### После революции 1917 года
Все церкви в Зарайске, кроме Благовещенской, оказались закрытыми, больше половины — уничтожены.
В это время настоятелем Никольского собора был протоиерей Иоанн Смирнов. Согласно пояснениям сотрудников музея «Зарайский кремль», отец Иоанн, несмотря на запреты, возил икону святителя Николая по окрестным сёлам, служил молебны, призывая не забывать угодника Божия Николая. Священник вместе с верными прихожанами старались не допустить закрытия Никольского собора и других православных храмов.
Однако в 1922 году у верующих отобрали Никольский собор, а через семь лет закрыли и собор Усекновения Главы Иоанна Предтечи. Кремлёвские храмы разграбили: вывезли сотни фунтов золота и пуды серебра. Бесследно исчез с иконы ценнейший оклад, подаренный царём Василием Шуйским, пропали старинные церковные книги и дары князя Дмитрия Пожарского, другие церковные древности.
В 1937 году на волне массовых репрессий арестовали обвинённого в контрреволюционной деятельности протоиерея Иоанна Смирнова. После недолгого следствия его приговорили к смертной казни. Мученическую смерть священник принял на Бутовском полигоне. В 2000 году он был прославлен в лике новомучеников исповедников Российских.
Поруганным и осквернённым Никольский собор оставался до 1990-х годов. В нём сначала размещалась музейная экспозиция, потом архив и хозяйственный склад.
В годы советской власти, когда храм находился в поругании, чудотворную икону святителя Николая вывезли из Зарайска. В 1959—1961 годах внешние формы собора были восстановлены.
В 1970-х годах в целях улучшения охраны памятников архитектуры Никольский собор в Зарайске был отнесён к памятникам архитектуры РСФСР, подлежащим охране и имеющим государственное значение.
Богослужения в соборе возобновлены с января 1992 года. Действует воскресная школа. Церковный приход ведёт издательскую деятельность. Прихожане благоустроили святой источник «Белый колодец» на месте явления чудотворной иконы святителя Николая; здесь освящены Никольская часовня и купальня. Ежегодно 11 августа совершается общегородское празднование принесения иконы Николы Заразского. Никольский собор отнесён к архитектурным памятникам, охраняемых государством как всенародное достояние.

## Знаменитые церковные ценности

### Чудотворная икона святителя Николая
Из священных предметов древности, находившихся в Никольском Соборе, особенного внимания заслуживает главная святыня собора — храмовая чудотворная икона святителя Николая, принесённая в 1224 году из города Корсуна в Рязанские пределы священником Евстафием.
Икона эта есть с семнадцатью изображениями чудес святителя и полями, 25, а в ширину 20 ¼ вершков, а без чудес 15 ½ в вышину и 10 вершков в ширину; святитель Николай изображён на ней во весь рост, в кресчатых ризах, с омофором, правая рука святителя простёрта на благословение, а в левой у него евангелие, направо в небольшом кругу изображён Спаситель, правою рукою благословляющий Святителя, а левой подающий ему евангелие, налево в таком же кругу — Богоматерь с распростёртым на руках омофором.
По живописи своей икона эта принадлежит к древнему византийскому стилю, но, несомненно, была неоднократно возобновляема, что доказывается яркостью красок и надписью на иконе:

«Чинил сей чудотворный образ Московский купец Никита Левонтьев в 1797 году».
В 1608 году икона св. Николая царём Василием Ивановичем была украшена окладом из чистого золота, с каменьями и жемчугом, как видно из надписи, находящейся на особой пластинке, прикреплённой внизу оклада, в которой вязью написано: 

«повелением Благоверного Великого Государя царя и великого князя Василия Иоанновича всея Руси сделан сей оклад на образе великого чудотворца Николая Зарайского во второе лето государства его, лета 7116 (1608)».
Устроенная Шуйским риза покрывает только одно изображение Святителя, а изображение чудес его покрыто серебропозлащённым окладом в позднейшее время, хотя пластинки из золота сделаны тем же Шуйским.
В окладе на иконе чистого золота около шести фунтов, разноцветных камней сто тридцать три, бурмицких зёрен три и тысяча шестьсот крупных и средних жемчужин.
Оклад, устроенный Шуйским, вполне сохранил характер древности, несмотря на поправки, проделанные в 1793 и в 1881 годах.

### Другие церковные древности
Кроме иконы св. Николая, в соборе в дореволюционное время хранилось довольно древностей, принадлежащих частью к XV, частью к XVII столетию, из числа коих особенно замечательны:
1. Плащаница XV столетия, шитая золотом и по шёлковой голубой материи, наложенной на крашенину. На ней вышито серебром и шёлком пречистое тело Спасителя, положенное в гроб. Близ главы Богоматерь, приникшая к лицу Спасителя и мироносицы, у ног изображены Иоанн Богослов, Иосиф и Никодим. По углам плащаницы четыре ангела с рындами, над телом Спасителя в небольшом кругу изображён Дух Святой.
2. Евангелие, напечатанное в 1606 году и приложенное в собор Василием Ивановичем Шуйским.
3. Евангелие, напечатанное в 1689 году и замечательное по своей величине. Оно составляет в длину 16, а в ширину 11 вершков. Ободки его и корешок покрыты массивным серебряно-позолачённым окладом. Всё евангелие с окладом весит 1 пуд 25 фунтов. На верхней доске средника, украшенного 8 хрусталями, изображено сошествие Христа в ад, по углам изображения четырёх евангелистов, также как и средник, чеканной работы. По сторонам средника в четырёх клеймах изображены: распятие Господне, снятие с креста, положение в гроб и тайная вечеря. На этой же доске вверху и внизу помещены надписи:

«Принесено в собор Великого Чудотворца архиерея Божьего Николая в благославленный град Зарайск, на иждевение священника Трофима Васильевича лета 1724 месяца декабря в 6 день при протопопе Алексее Елисеевиче в память о родителях».
В другой надписи перечислены имена усопших родителей и родственников вкладчика.
1. Крест напрестольный, серебряно-вызолоченный, поновленный при протоиерее Димитрии в 1617 году, как видно из надписи, на кресте находящейся.
2. Напрестольный крест, устроенный в 1624 году Антонием, архиепископом Рязанским.
3. Водосвятная серебряная чаша, пожертвованная, как видно из находящейся по краям её надписи, Дмитрием Ивановичем Годуновым в 1604 году.
4. Серебряно-вызолоченная лампада, устроенная в 1671 году.
5. Два серебряных блюда, принесённых в дар собору князем Иваном Михайловичем Хворостиным, устроенные как видно из надписи, в 1700 году.
6. Два серебряно-вызолоченных блюда, пожертвованные князем Фёдором Ивановичем Мстиславским.
7. Ковш серебряный, овальной формы с надписью

«Коломенского и Каширского сей ковш владыки Варлама» XVII ст.
1. Золотая медаль, с изображением на одной стороне креста с надписью кругом:

«IN HOC SIGNO VINCES» («СИМ ЗНАМЕНИЕМ ПОБЕДИШИ»),
 а на другой — герба португальского с двумя также круговыми надписями: 

EMMANUIL R. PORTUGALIE AL. G. VL. IN. O. C+C. ETHIOPIA ARABIA PERSIAE IN. C.H." ("Емануил, Король Португальский, кесарь Ефиопский, Аравийский, Персидский и проч.),
 принадлежащая к концу XV ст. и пожертвованная в собор, вероятно, тем же князем Мстиславским.

## Известные настоятели храма
| 1799—1837                  | Пётр Смирнов — протоиерей Рязанской епархии, благочинный Зарайска и Зарайского уезда                                                                 |
| 1873—1878                  | Михаил Ремезов — протоиерей Рязанской епархии |
| конец XIX — начало XX века | Андрей Ястребов — протоиерей Рязанской епархии |
| начало XX века             | Иоанн Смирнов — митрофорный протоиерей, безвинно пострадавший в период гонений и ныне прославленный в Соборе новомучеников и исповедников Российских |
| 1922—1992                  | период закрытия |
| настоящее время            | протоиерей Пётр Спиридонов |